# Otto Kyndel
Otto Herbert Kyndel (* 3. März 1904 in Lillkyrka; † 11. Juni 1983 in Nykvarn) war ein schwedischer Violinist und Musikpädagoge.
Kyndell war als Violinist Schüler von Henri Marteau und Charles Barkel. Er gehörte von 1920 bis 1933 der Orchestervereinigung in Norrköping an. Seit 1928 war er dort erster Konzertmeister. Danach spielte er im Schwedischen Filmindustrie-Orchester und von 1939 bis 1959 im Schwedischen Radio-Orchester. Im Jahr 1941 gründete er das Kyndelkvartetten. Mit diesem Kammermusikensemble konzertierte er in Europa, Nord- und Südamerika wie auch in Australien. Kyndel galt als einer der führenden schwedischen Violinsolisten. Seit 1946 unterrichtete er an der Königlichen Musikakademie in Stockholm.